# Jüdische Altertümer

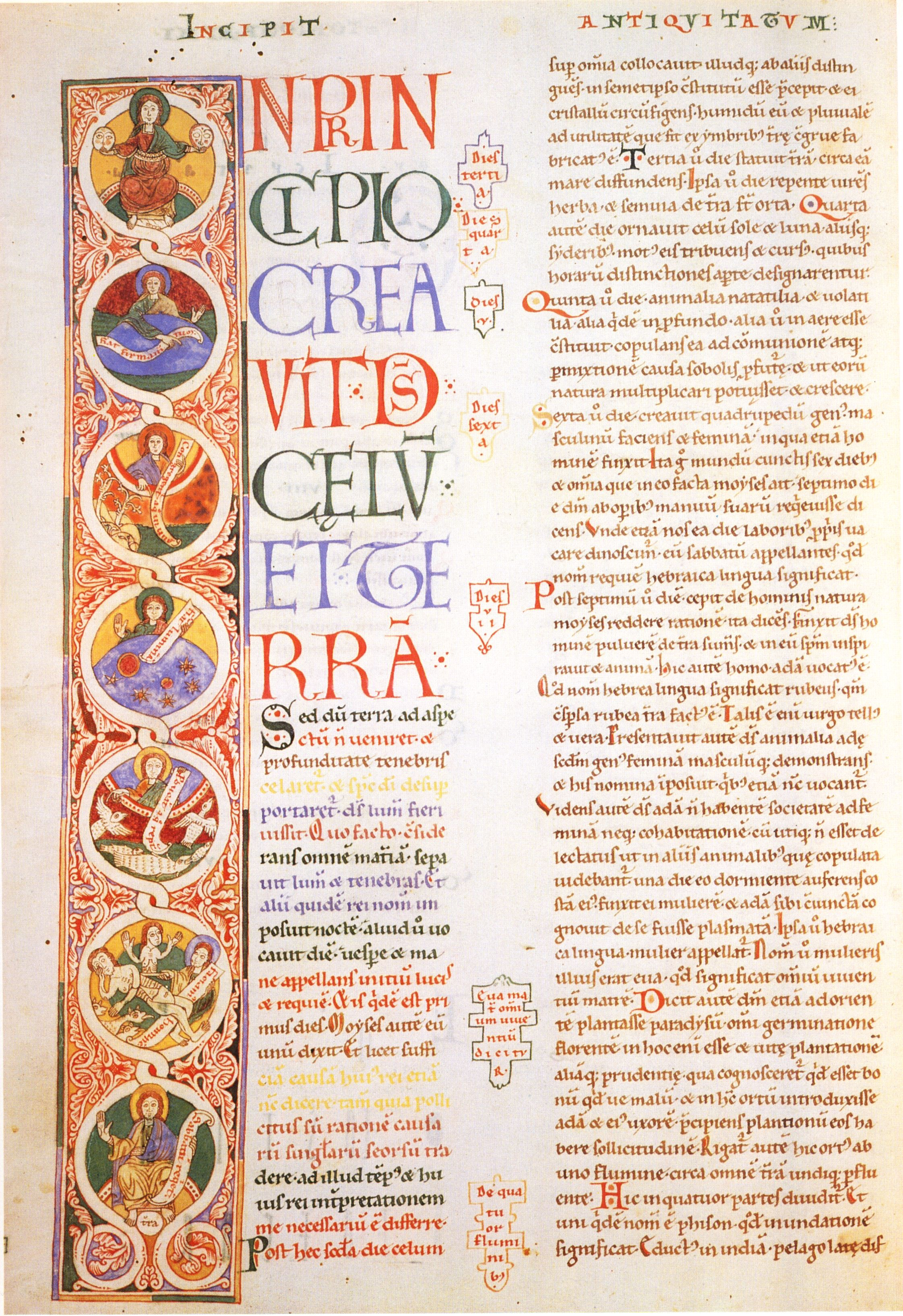
Flavius Josephus, Antiquitates Iudaicae in lateinischer Übersetzung in der Handschrift Florenz, Biblioteca Medicea Laurenziana, Plut. 66.5, fol. 2v (11. Jahrhundert)

Jüdische Altertümer (griechisch Ἰουδαϊκὴ ἀρχαιολογία Ioudaïkḗ archaiología, lateinisch Antiquitates Iudaicae, hier zitiert als: Antiquitates) ist ein historiografisches Werk des römisch-jüdischen Historikers Flavius Josephus aus dem Jahr 93 oder 94 n. Chr. In 20 Büchern schilderte Josephus die jüdische Geschichte in griechischer Sprache für ein nichtjüdisches römisches Lesepublikum. Der Titel nimmt wahrscheinlich Bezug auf Ῥωμαϊκὴ Ἀρχαιολογία Rōmaïkḕ Archaiología (lateinisch Antiquitates Romanae), das Hauptwerk des Dionysios von Halikarnassos, dessen Wirken in die Zeit des Kaisers Augustus fällt.
Der beschriebene Zeitraum beginnt mit der Schöpfung und reicht bis zum Ausbruch des Jüdischen Krieges im Jahre 66. Das Werk folgt weitgehend den Schilderungen des Tanachs, soweit diese historisch reichen, lässt jedoch auch einige Teile weg. Darüber hinaus umfasst es die Zeit der Makkabäer und Hasmonäer sowie das 1. Jahrhundert vor und nach Christus, also die Zeit Herodes’ des Großen und seiner Söhne und die Zeit des Urchristentums. Für den Zeitraum des hellenistischen Judentums ist es die wichtigste verfügbare Quelle.

## Inhaltsübersicht und Quellen
Die Grundlage für die Bücher 1 bis 11 ist die Jüdische Bibel, allerdings ist nicht immer klar, welche Textversion Josephus benutzte. Eine weitere Hauptquelle ist die Weltgeschichte des Nikolaos von Damaskus: sie liegt der Darstellung von Herodes’ Aufstieg zur Macht und seiner Regierungszeit zugrunde, wurde aber auch für frühere Geschichtsperioden herangezogen. Einige von Josephus genannte Autoren kannte er wohl nur mittelbar aus dem Werk des Nikolaos. Josephus referierte auch mündliche Überlieferungen, die er in ähnlicher Weise einleitete wie es später in der rabbinischen Literatur geschah.
| Bücher       | Inhalt | Biblische Quellen | Weitere Quellen (Auswahl) |
| ------------ | --- | --- | --- |
| Buch 1       | Dieses Buch umfasst die Zeit von der Schöpfung der Welt bis zu den Patriarchen Abraham, Isaak und Jakob. | Genesis | Alexander Polyhistor: Chaldaica, Berossos: Babyloniaka (zur Arche Noah) – vielleicht nur indirekt über Polyhistor. |
| Buch 2       | Josef wird von seinen Brüdern nach Ägypten verkauft und steigt dort in ein hohes Staatsamt auf. Seine Familie kommt nach Ägypten und wird dort zum Volk der Hebräer. Die Hebräer werden von den Ägyptern unterdrückt. Der hebräische Knabe Mose wird von der ägyptischen Prinzessin Thermuthis gerettet und adoptiert. Er ist als ägyptischer Militärführer erfolgreich, muss aber fliehen. Von Gott beauftragt, kehrt er nach Ägypten zurück und führt sein Volk in die Freiheit. Das Buch endet mit dem Durchzug der Hebräer durch das Meer und dem Untergang der ägyptischen Verfolger. | Genesis, Exodus | Unbekannter jüdisch-hellenistischer Autor aus Alexandria: Moses Kriegszug gegen die Äthiopier. Artapanos benutzte die gleiche Quelle; die Erzählung taucht in Varianten in mittelalterlichen Quellen auf, z. B. im Sefer ha-Jaschar. |
| Bücher 3–4   | Mose führt die Hebräer zum Berg Sinai. Gottesoffenbarung und Gesetzgebung; Tod des Mose. | Exodus, Levitikus, Numeri, Deuteronomium | |
| Buch 5       | Unter der Führung Josuas erobern die Hebräer das Land der Verheißung. Nach dem Tod des Josua übertreten sie die Gesetze, geraten in Bedrängnis durch Feinde und werden durch verschiedene Militärführer (Richter) befreit und regiert. | Buch Josua, Buch der Richter. Die Geschichte von Rut (Buch Rut) schließt direkt an die des Richters Samson an.                                                    | |
| Bücher 6–7   | Die Könige Saul und David. | Samuelbücher | |
| Bücher 8–10  | Königsherrschaft Salomos (Tempelbau). Teilung des Reichs. Geschichte der Könige von Israel und Juda bis zur Babylonischen Gefangenschaft. Daniel am Hof Nebukadnezars und am Hof des Darius. | Bücher der Könige. Die Erzählungen über biblische Propheten, z. B. das Buch Jona, sind an passender Stelle hier eingeordnet. Den Abschluss bildet das Buch Daniel | Herodot: Historien (zu Sennacherib) Berossos: Babyloniaka (zu Nebukadnezar) |
| Buch 11      | Perserzeit: Rückkehr der Juden aus dem Exil; Wiederaufbau des Tempels und Befestigung Jerusalems. Ester und Mordechai verhindern ein Massaker an den Juden. Das Buch endet mit dem Tod Alexanders des Großen. | Esra-Nehemia Die Bibel-Nacherzählung endet in Ant 11,303 mit der Einarbeitung des Esterbuchs.                                                                     | Ein Skandal in der hohenpriesterlichen Familie (Ant 11,299–301); Legende von der Begegnung des Hohenpriesters Jadduaʿ mit Alexander dem Großen (Ant 11,326–339). |
| Buch 12      | Hellenistische Zeit bis zum Tod des Judas Makkabäus. | | Aristeasbrief (Ant 12,11–118); Tobiadenerzählung (Ant 12,154–236). 1. Buch der Makkabäer |
| Bücher 13–14 | Hasmonäische Zeit | | 1. Buch der Makkabäer; darin eingeschoben: Exkurs über Pharisäer, Sadduzäer und Essener (Ant 13,171–173). Nikolaos von Damaskus: Weltgeschichte. |
| Bücher 15–17 | Regierung des Herodes | | Nikolaos von Damaskus: Weltgeschichte. |
| Bücher 18–20 | Direkte römische Herrschaft über Judäa. Anhang: Liste der Hohepriester. | | Die Bücher 18 bis 20 sind wieder „Flickwerk“, Josephus verarbeitete hier Quellen zur Geschichte der Juden in Mesopotamien (Ant 18,310–379; 20,17–96) und eine umfangreiche römische Quelle über die Ermordung des Kaisers Caligula und den Übergang des Kaisertums an Claudius (Ant 19,1–293). Da Josephus zu den Präfekten Pilatus und Cumanus mehr Informationen hat als zu den übrigen, diese beiden aber zur Berichterstattung nach Rom gesandt wurden, scheint er römische Quellen hierzu eingesehen zu haben. |

## Biblische Stoffe

### Die Bibel des Josephus
Die erste Hälfte der Antiquitates (Ant 1,27–11,196) ist eine Nacherzählung der Bibel. Josephus behauptete, dass er nichts ausgelassen oder hinzugefügt habe (Ant 1,10–17), was bemerkenswert ist im Blick auf die zahlreichen Abweichungen vom Bibeltext. Er markiert auch nicht, dass er im 11. Buch die biblische Darstellung verlässt. Indem er am Ende des Werks (Ant 20,261) wiederholt, dass hier die jüdische Geschichte so dargestellt sei, wie sie in den heiligen Schriften berichtet werde (ὡς αἱ ἱεραὶ βίβλοι περὶ πάντων ἔχουσι τὴν ἀναγραφήν), erhält zumindest der Leser ohne Vorkenntnisse den Eindruck, dass die Antiquitates insgesamt eine Bibel-Paraphrase seien. Mit seinem Projekt einer Rewritten Bible steht Josephus in seiner Zeit nicht allein, vergleichen lassen sich beispielsweise das Jubiläenbuch, das Genesis-Apokryphon oder die Biblischen Altertümer des Pseudo-Philon.
In seinem Spätwerk Contra Apionem (1,38–40) legte Josephus Rechenschaft darüber ab, welche Schriften zum biblischen Kanon gehörten: es seien 22 Bücher, nämlich die fünf Bücher des Pentateuch und 13 Bücher der Propheten; „die übrigen vier enthalten Hymnen an Gott und Lebensanweisungen für die Menschen.“ Wie man diese Zählung mit dem Kanon der Hebräischen Bibel in Übereinstimmung bringen kann, ist Gegenstand der Diskussion; deshalb ist auch nicht klar, welchen Stellenwert das Erste Buch der Makkabäer und der Aristeasbrief, zwei von ihm für die Antiquitates genutzte Quellen, für Josephus hatten.
Welche Textvorlagen Josephus benutzte, ist relativ unsicher. Er hatte nach eigenen Angaben Zugang zum hebräischen Text (Ant 1,12), aber er zog verschiedene Übersetzungen ins Griechische hinzu, was bei der Größe seines Projekts auch gegenüber einer eigenen Neuübersetzung aus dem Hebräischen eine erhebliche Arbeitsersparnis darstellte. Außerdem könnte er aramäische Targume gekannt haben.

### Halacha des Zweiten Tempels
Josephus’ Darstellung des jüdischen Gesetzes in den Büchern 3 und 4 der Antiquitates ist ein wichtiger Zeuge für die Entwicklung der Halacha. Er schrieb mehr als hundert Jahre vor den Autoren der Mischna. Allerdings richtete er sich an ein mehrheitlich nicht-jüdisches Publikum, so dass er sich öfter Ungenauigkeiten und Vereinfachungen leistete. Es gibt Fälle, wo er gegen den Wortlaut der Tora und mit der Mischna eine zu seiner Zeit übliche Praxis bezeugt:
- Priester tragen Kleidung aus einem Mischgewebe von Wolle und Leinen. Nach der Tora ist ein solches Mischgewebe (Schatnes) verboten; der naheliegende Schluss ist, dass es den Priestern vorbehalten war und für jeden Nichtpriester verboten sein sollte.[8]
- Das als zweiter Zehnt eingenommene Geld wurde verwendet, um Opfertiere zu kaufen. Dies ist nach der Mischna nur empfehlenswert, bei Josephus alternativlos.[9]
- Obst von neugepflanzten Bäumen darf im vierten Erntejahr von den Eigentümern gegessen werden und muss nicht, wie Lev 19,24 EU fordert, als Weihegabe zum Tempel gebracht werden. Hier bezeugt Josephus im Einklang mit der Mischna eine pharisäische Praxis[10] im Gegensatz zu der Praxis, die im Jubiläenbuch, der Tempelrolle, 4QMMT und von Philon bezeugt wird.[11]

In anderen Fällen steht Josephus im Widerspruch zur Mischna; David Nakman meint, dass Josephus entweder eine ältere Praxis bezeuge und die Mischna deren Weiterentwicklung, oder Josephus bezeuge die tatsächliche Praxis zur Zeit des Zweiten Tempels und die Mischna stehe für eine theoretische Halacha. Nakman charakterisiert die Halacha des Josephus als „eklektisch“, aber er scheine dem Mainstream seiner Zeit zu folgen (und die spätere Mischna repräsentiere ja oft ebenfalls diesen Mainstream). An den Fragen kultischer Reinheit sei er, anders als die Gruppen, die hinter den Schriftrollen vom Toten Meer stehen, nicht übermäßig interessiert.

## Forschungsgeschichte
Richard Laqueur vertrat eine viel rezipierte Hypothese zur Entstehung der Antiquitates, wonach Josephus’ persönlicher Feind Justus von Tiberias in den 90er Jahren in Rom als Literat auftrat und Josephus an einer empfindlichen Stelle angriff: seine griechische Bildung sei nur mäßig, aber auch die Bibel kenne er nur in der Version der Septuaginta. Justus dagegen habe ein elegantes Griechisch geschrieben und eine neue, wörtlichere Übersetzung der Bibel aus dem Hebräischen ins Griechische empfohlen. Seine Kritik habe den Epaphroditos, Josephus’ Mäzen, am Wert der Antiquitates zweifeln lassen. Josephus habe in einem Akt der Verzweiflung die Antiquitates in einer zweiten Auflage herausgebracht. Stilistisch konnte er sie nicht verbessern, aber er konnte die einzige Lesergruppe umwerben, die die Septuaginta-Version in hohen Ehren hielt: die Christen. Deshalb habe er in der Neuauflage Erwähnungen neutestamentlicher Personen hinzugefügt, insbesondere das Testimonium Flavianum. Louis H. Feldman erhebt mehrere Einwände gegen diese Hypothese. Dass Justus dem Josephus Irrtümer bei der Bibelinterpretation vorgeworfen habe, sei unbelegt; Josephus sei finanziell nicht vom Verkauf seiner Werke abhängig gewesen; wenn er sich in den Antiquitates, 2. Auflage, nur noch um den kleinen christlichen Kundenkreis bemüht habe, so sei unverständlich, warum er kurz darauf mit Contra Apionem ein Werk für ein jüdisches Publikum geschrieben habe.

## Werkausgaben
Eine deutsche Übersetzung wurde von Heinrich Clementz angefertigt. Er übersetzte die griechische „Textausgabe von Dindorf (Paris, Didot 1865) unter vergleichsweiser Heranziehung der kritischen Ausgabe von Havercamp (Amsterdam 1726)“.
- Des Flavius Josephus Jüdische Altertümer. Übersetzt und mit Einleitung und Anmerkungen versehen von Dr. Heinrich Clementz. Zwei Bände (= Bibliothek der Gesamt-Litteratur. Bände 1329/1339 und 1368/1380), Hendel, Halle a. d. S. 1899 (Band 1: Buch I bis X; Band 2: Buch XI bis XX nebst Namensregister). Nachdrucke: Fourier, Wiesbaden o. J. [1989] (in einem Band) und „Vollständige Ausgabe“, Marix, Wiesbaden 2012

Diese bis heute einzige deutsche Übersetzung der kompletten Antiquitates ist mit Vorsicht zu gebrauchen; einerseits ist der zugrunde gelegte griechische Text veraltet, zweitens übersetzte Clementz aber auch ungenau und paraphrasierte schwierige Passagen. Die projektierte Neuübersetzung der Antiquitates durch den Josephus-Arbeitskreis des Institutum Judaicum Delitzschianum in Münster wurde abgebrochen; die bereits erstellte Übersetzung des ersten Buchs ist im Internet zugänglich.
Im englischen Sprachraum ist die Übersetzung von William Whiston aus dem Jahre 1737 am besten bekannt. Sie wurde seitdem ununterbrochen gedruckt. Im akademischen Rahmen wird auf die neuere Übersetzung der Loeb Classical Library Bezug genommen. Dieser Übersetzung liegt die kritische Edition von Benedikt Niese zugrunde, der eine neue Zählweise einführte. Niese änderte die (vorige) Buch/Kapitel/Abschnitt-Zählung in eine Buch/Abschnitt-Zählung, die bei Wiederauflagen von Übersetzungen (z. B. Clementz) nicht immer berücksichtigt wurde.